# Francisco de Paula Márquez y Roco
Francisco de Paula Márquez y Roco (San Fernando, Cádiz, 1816 - Madrid, 1886)  Brigadier y marino científico español.
Ingresado en la Academia de Pilotos, pasó al  Observatorio Astronómico de Marina como astrónomo tercero en 1837, y después de 1856 a 1869 ocupó la dirección del mencionado centro. Sus trabajos al frente del mismo le llevaron a la Academia de Ciencias Exactas en 1856.
Organizó un curso de Estudios Superiores de Astronomía y Ciencias Auxiliares. Puso en publicación con notables mejoras el almanaque náutico, y fue consejero de Instrucción Pública.